# Mount Crean
Mount Crean ist ein 2550 m (nach neuseeländischen Angaben 2722 m) hoher Berg im ostantarktischen Viktorialand. Er ist die höchste Erhebung im Zentrum der Lashly Mountains.
Das New Zealand Antarctic Place-Names Committee benannte den massigen und felsigen Berg nach dem irischen Polarforscher Tom Crean (1877–1938), Teilnehmer der Discovery-Expedition (1901–1904), der Terra-Nova-Expedition (1910–1913) und der Endurance-Expedition (1914–1917).